# فيسنتي غوميز (ملحن)
فيسنتي غوميز (بالإسبانية: Vincente Gomez)‏ هو ملحن إسباني، ولد في 8 يوليو 1911 في مدريد في إسبانيا، وتوفي في 23 ديسمبر 2001.

## وصلات خارجية
- فيسنتي غوميز على موقع IMDb (الإنجليزية)
- فيسنتي غوميز على موقع ميوزك برينز (الإنجليزية)
- فيسنتي غوميز على موقع ديسكوغز (الإنجليزية)
- فيسنتي غوميز على موقع قاعدة بيانات الفيلم (الإنجليزية)